# Championnats du monde de patinage de vitesse sur piste courte 2013
Navigation
Édition précédente Édition suivante
Les Championnats du monde de patinage de vitesse sur piste courte se déroulent à Debrecen en Hongrie entre le 8 mars 2013 et le 10 mars 2013. L'évènement est géré par l'Union internationale de patinage.
Il y a douze épreuves au total : six pour les hommes et six pour les femmes. Les différentes distances sont le 500 mètres, le 1 000 mètres, le 1 500 mètres, le 3 000 mètres, le relais de 3 000 mètres (5 000 mètres pour les hommes) et un titre décerné au meilleur patineur sur l'ensemble des épreuves.

## Palmarès
| Épreuves        | Or            | Argent             | Bronze             |
| --------------- | ------------- | ------------------ | ------------------ |
| Hommes          |               |                    |                    |
| 500 m           | Liang Wenhao  | Victor An          | Freek van der Wart |
| 1 000 m         | Sin Da Woon   | Sjinkie Knegt      | Charles Hamelin    |
| 1 500 m         | Sin Da Woon   | Kim Yun-Jae        | Charles Hamelin    |
| 3 000 m         | Kim Yun-Jae   | Sin Da Woon        | Charles Hamelin    |
| 5 000 m relais  | Canada        | Russie             | Pays-Bas           |
| Toutes épreuves | Sin Da Woon   | Kim Yun-Jae        | Charles Hamelin    |
| Femmes          |               |                    |                    |
| 500 m           | Wang Meng     | Park Seung-Hi      | Fan Kexin          |
| 1 000 m         | Wang Meng     | Jorien Ter Mors    | Elise Christie     |
| 1 500 m         | Park Seung-Hi | Shim Suk-hee       | Marianne St-Gelais |
| 3 000 m         | Shim Suk-hee  | Marianne St-Gelais | Jorien Ter Mors    |
| 3 000 m relais  | Chine         | Canada             | Japon              |
| Toutes épreuves | Wang Meng     | Park Seung-Hi      | Shim Suk-hee       |

## Tableau des médailles
| Rang | Nation       | Or | Argent | Bronze | Total |
| ---- | ------------ | -- | ------ | ------ | ----- |
| 1    | Corée du Sud | 6  | 6      | 1      | 13    |
| 2    | Chine        | 5  | 0      | 1      | 6     |
| 3    | Canada       | 1  | 2      | 5      | 8     |
| 4    | Pays-Bas     | 0  | 2      | 3      | 5     |
| 5    | Russie       | 0  | 2      | 0      | 2     |
| 6    | Royaume-Uni  | 0  | 0      | 1      | 1     |
| 6    | Japon        | 0  | 0      | 1      | 1     |